# On the Radio: Greatest Hits Volumes I & II
On the Radio: Greatest Hits Volumes I & II — первый сборник лучших песен американской «королевы диско» Донны Саммер, выпущенный в октябре 1979 года лейблом Casablanca Records. Он сделал Донну Саммер первой в истории музыки США певицей, у которой три двойных альбома подряд стали № 1 в американских чартах. On the Radio также стал третьим её мультиплатиновым альбомом на тот момент времени.

## История
На ранней стадии музыкальной карьеры Саммер, её пластинки издавались в разных странах разными лейблами. Эти компании компоновали свои самые разные сборники хитов. В 1977 году компания Casablanca Records, её эксклюзивный издатель в США, взяла на себя все права по выпуску музыки Донны Саммер во всем мире. On the Radio стал первым сборником её хитов, универсальным во всех странах.
Подборка On the Radio: Greatest Hits Volumes 1 & 2 включает в себя самые популярные песни певицы, от принёсшей ей известность «Love to Love You Baby» до более рок-ориентированных вещей из альбома Bad Girls. Многие песни перед включением в сборник были перемикшированы или отредактированы с тем, чтобы вписаться на две пластинки. На всех сторонах, кроме четвёртой, музыка идёт нон-стоп, без перерыва, что было очень ценно для проигрывания на дискотеках.
В сборнике вышли и две совершенно новые песни. Первая из них — «On the Radio» — открывает альбом и завершает его в удлинённой версии. Песня по своему началу в медленном темпе напоминает прежние хиты «Last Dance», «MacArthur Park», «Dim All the Lights». Удлинённая версия в конце альбома, так же как и полная версия песни «Last Dance» имеет замедленную часть в середине. «On the Radio» также номинировалась на премию «Грэмми» как «Лучшее женское вокальное поп-исполнение». Песня была написана для фильма «Лисы» (1980), в фильм включён удлинённый микс, только вместо финального куплета «…now I’m sittin’ here with the man I sent away long ago» повторяется третий.
Другой новинкой в сборнике была песня «No More Tears (Enough Is Enough)», спетая дуэтом с Барброй Стрейзанд. Она, как и «On the Radio» имеет медленное начало, но потом живо трансформируется в диско. Песня вышла в конце 1979 года на 12-дюймовой сорокопятке с провокационной обложкой — чёрно-белое фото Саммер и Стрейзанд в бюстье «весёлая вдова» — и любимым шрифтом Стрейзанд в заголовке. Песня стала одним из самых больших хитов в карьерах обеих певиц.
On the Radio стал последним релизом Донны Саммер, изданным Casablanca Records. У певицы давно накопилось недовольство компанией за навязанный ей сексуальный имидж, и вообще Саммер считала, что Casablanca бессовестно её эксплуатирует. Это было настолько серьёзно, что довело успешную певицу до депрессий и суицидальных настроений, если бы не помощь родной сестры, которая привела её к священнику. В начале 1979 года Саммер возродилась в христианской вере и открыла себя заново. Она оставалась с лейблом в течение почти всего 1979 года, когда вышли альбомы Bad Girls и On the Radio, а в 1980-м ушла на Geffen Records.
В некоторых странах, например, в Канаде и Франции этот сборник выпускался на двух отдельных альбомах: Greatest Hits: Volume 1 и Greatest Hits: Volume 2 с тем же порядком песен, что и в оригинальном двойном. Обложки обоих повторяли оригинальную обложку двойника, но уменьшенную в размере, и первая часть была на серебряном фоне, а вторая — на золотом.
После смерти Донны Саммер в 2012 году сборник вновь попал в чарт Billboard 200, заняв 73-ю позицию.

## Список композиций
| №  | Название                                                  | Автор(ы)                     | Длительность |
| -- | --------------------------------------------------------- | ---------------------------- | ------------ |
| 1. | «On the Radio»                                            | Джорджо Мородер Донна Саммер | 4:00         |
| 2. | «Love to Love You Baby» (из Love to Love You Baby, 1975)  | Пит Белотт Мородер Саммер    | 4:07         |
| 3. | «Try Me, I Know We Can Make It» (из A Love Trilogy, 1976) | Белотт Мородер Саммер        | 3:24         |
| 4. | «I Feel Love» (из I Remember Yesterday, 1977)             | Белотт Мородер Саммер        | 3:20         |
| 5. | «Our Love» (из Bad Girls, 1979)                           | Мородер Саммер               | 3:43         |

| №  | Название                                                        | Автор(ы)              | Длительность |
| -- | --------------------------------------------------------------- | --------------------- | ------------ |
| 6. | «I Remember Yesterday» (из I Remember Yesterday, 1977)          | Белотт Мородер Саммер | 4:46         |
| 7. | «I Love You» (из Once Upon a Time, 1977)                        | Белотт Мородер Саммер | 3:12         |
| 8. | «Heaven Knows» (дуэт с Brooklyn Dreams; из Live and More, 1978) | Белотт Мородер Саммер | 3:30         |
| 9. | «Last Dance» (из сборника Thank God It’s Friday, 1978)          | Пол Джабара           | 4:56         |

| №   | Название                                  | Автор(ы)                                              | Длительность |
| --- | ----------------------------------------- | ----------------------------------------------------- | ------------ |
| 10. | «MacArthur Park» (из Live and More, 1978) | Джимми Уэбб                                           | 3:54         |
| 11. | «Hot Stuff» (из Bad Girls, 1979)          | Белотт Харольд Фальтермайер Кит Форси [англ.]         | 2:54         |
| 12. | «Bad Girls» (из Bad Girls, 1979)          | Джо Эспозито Эдди Хокенсон Брюс Судано [англ.] Саммер | 3:05         |
| 13. | «Dim All the Lights» (из Bad Girls, 1979) | Саммер                                                | 4:11         |
| 14. | «Sunset People» (из Bad Girls, 1979)      | Белотт Фальтермайер Форси                             | 4:32         |

| №   | Название                                                                    | Автор(ы)                     | Длительность |
| --- | --------------------------------------------------------------------------- | ---------------------------- | ------------ |
| 15. | «No More Tears (Enough Is Enough)» (дуэт с Барброй Стрейзанд; из Wet, 1979) | Джабара Брюс Робертс [англ.] | 11:43        |
| 16. | «On the Radio» (long version)                                               | Мородер Саммер               | 5:50         |

## Позиции в хит-парадах
| Хит-парад (1979—1980)               | Высшая позиция |
| ----------------------------------- | -------------- |
| Австралия (Kent Music Report)       | 16             |
| Великобритания (UK Albums Chart)    | 24             |
| Испания (PROMUSICAE)                | 11             |
| Италия (Musica e dischi)            | 10             |
| Канада (RPM Top Albums/CDs)         | 10             |
| Нидерланды (Album Top 100)          | 40             |
| Новая Зеландия (RMNZ)               | 2              |
| Норвегия (VG-lista)                 | 39             |
| США (Billboard 200)                 | 1              |
| США (Billboard Soul charts)         | 4              |
| Финляндия (Suomen virallinen lista) | 19             |
| Франция (IFOP)                      | 2              |
| ФРГ (Offizielle Top 100)            | 42             |
| Швеция (Sverigetopplistan)          | 29             |
| Япония (Oricon)                     | 20             |

| Хит-парад (1980)                   | Позиция |
| ---------------------------------- | ------- |
| Канада (RPM Year-End)              | 46      |
| США (Billboard Top Popular Albums) | 14      |
| США (Billboard Top Soul Albums)    | 16      |

## Сертификации
| Регион | Сертификация  | Продажи    |
| --- | ------------- | ---------- |
| Канада (Music Canada) | Платиновый    | 100 000^   |
| Новая Зеландия (RMNZ) | Платиновый    | 15 000^    |
| Великобритания (BPI) | Золотой       | 150,000    |
| США (RIAA) | 2× Платиновый | 2 000 000^ |
| * Данные о продажах приведены только на основе сертификации. ^ Данные о тиражах приведены только на основе сертификации. |               |            |